# Ishak-Bey-Türbe

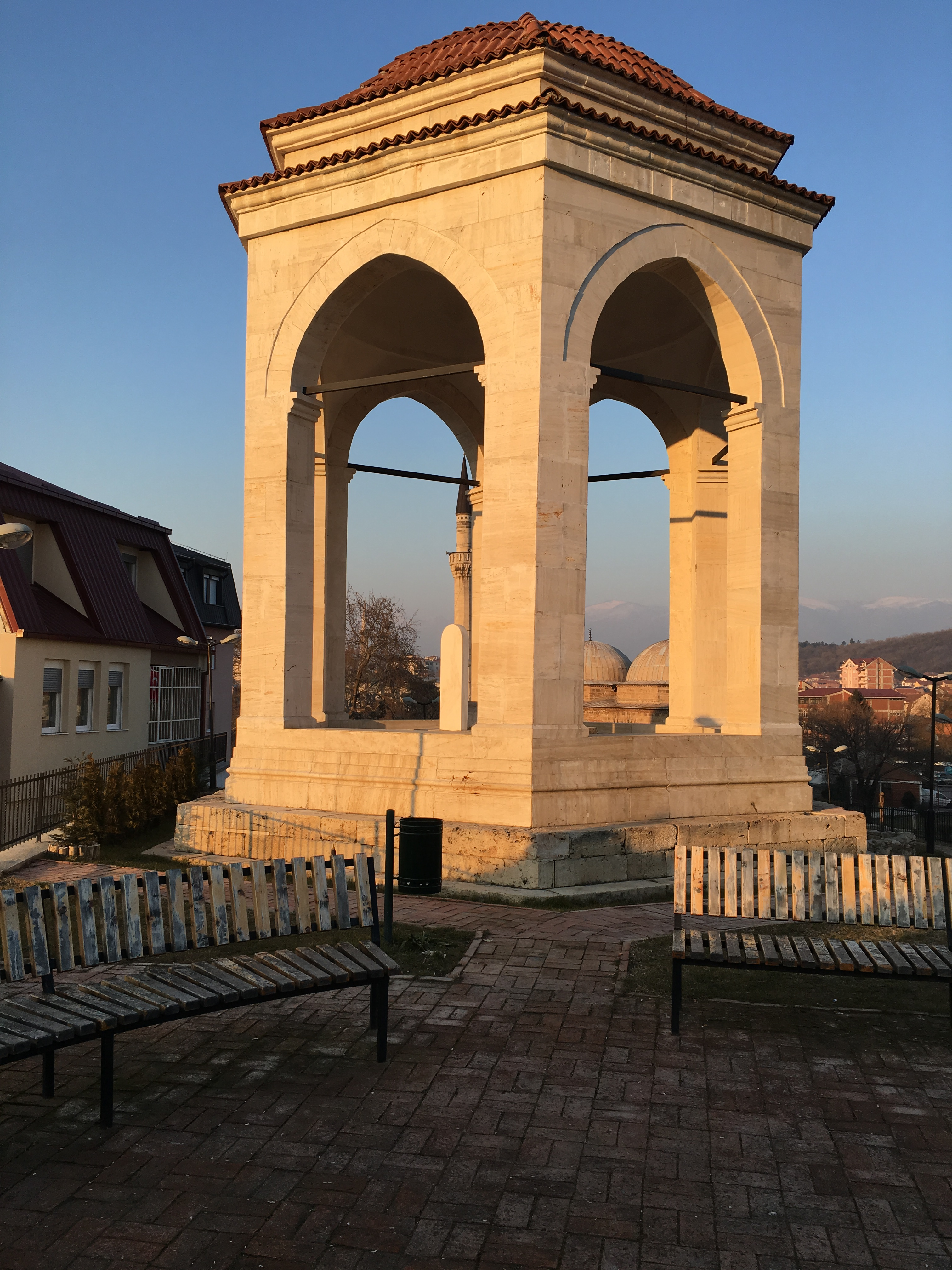
Die Ishak-Bey-Türbe

Die Ishak-Bey-Türbe (mazedonisch Турбе на Исхак-бег, türkisch İshak Bey Türbesi) ist ein osmanisches Grabmal (Türbe) in der mazedonischen Hauptstadt Skopje. Sie befindet sich auf einer Erhebung in der Altstadt, in der Nähe von dem  Uhrturm und der Sultan-Murad-Moschee. Die Türbe wurde nach dem 1444 verstorbenen zweiten osmanischen Bürgermeister der Stadt Ishak Bey benannt, dessen Sarkophag einen zentralen Platz innerhalb der Türbe besetzt.

## Geschichte
Die Türbe wurde vermutlich Mitte des 15. Jahrhunderts durch ein Vermächtnis des zweiten osmanischen Bürgermeisters von Skopje, Ishak-Bey, als seinen Bestattungsplatz errichtet. In seinem Vermächtnis befahl er außerdem den Bau der in der Umgebung befindlichen Ishak-Bey-Moschee. Bei den Erdbeben von 1555 und 1963 sowie beim Feuer von 1689 ist das Objekt mehrfach schwer beschädigt worden. Das heutige Aussehen erhielt das Objekt nach seiner Restaurierung im Jahr 2014. Von der ursprünglichen Türbe überdauerten nur Reste der Konstruktion mit dem Sarkophag von Ishak-Bey.

## Architektur
Der Bautyp des Kultobjekts gehört zu den Beispielen der islamischen Architektur. Das ursprüngliche Bauwerk wurde von fest ausgearbeiteten Schroppen auf einem sechseckigen Grund errichtet. Es ist nicht bekannt, ob die ursprüngliche Türbe vom offenen oder geschlossenen Typus war. Ungeachtet dessen steht sie heute offen.

## Fotogalerie

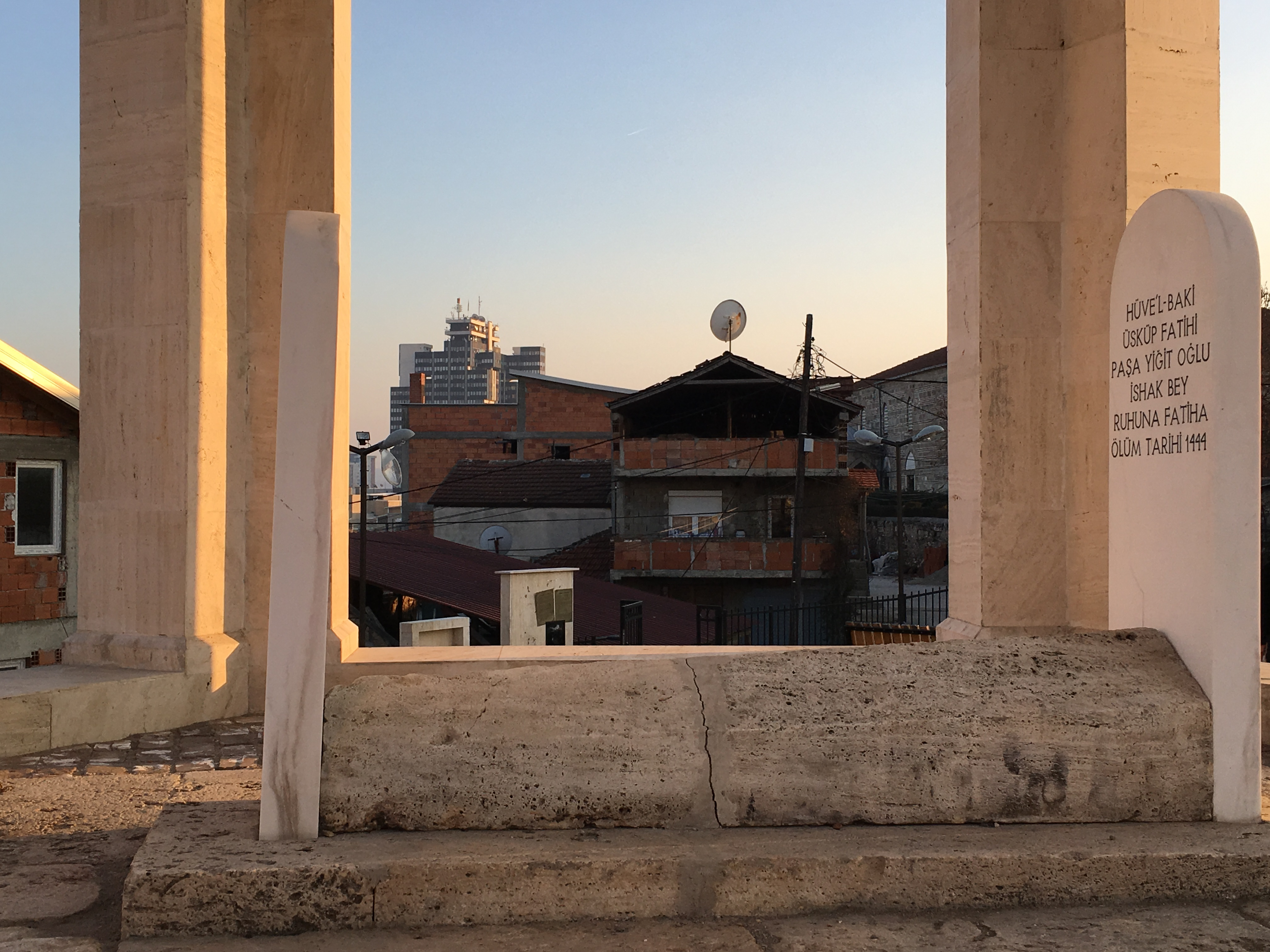
Das Grab von Ishak-Bey innerhalb der Türbe
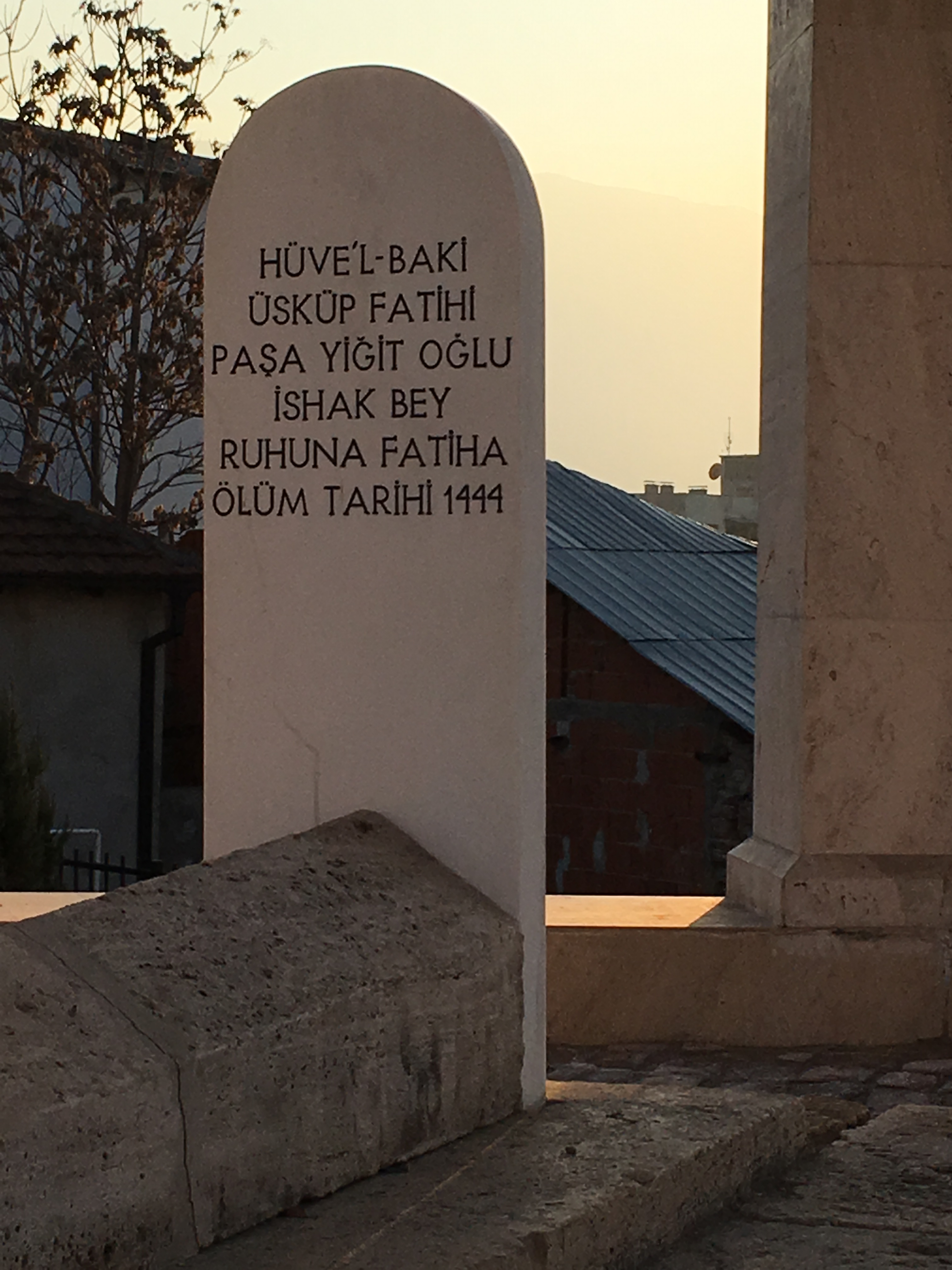
Die Grabplatte mit der Inschrift
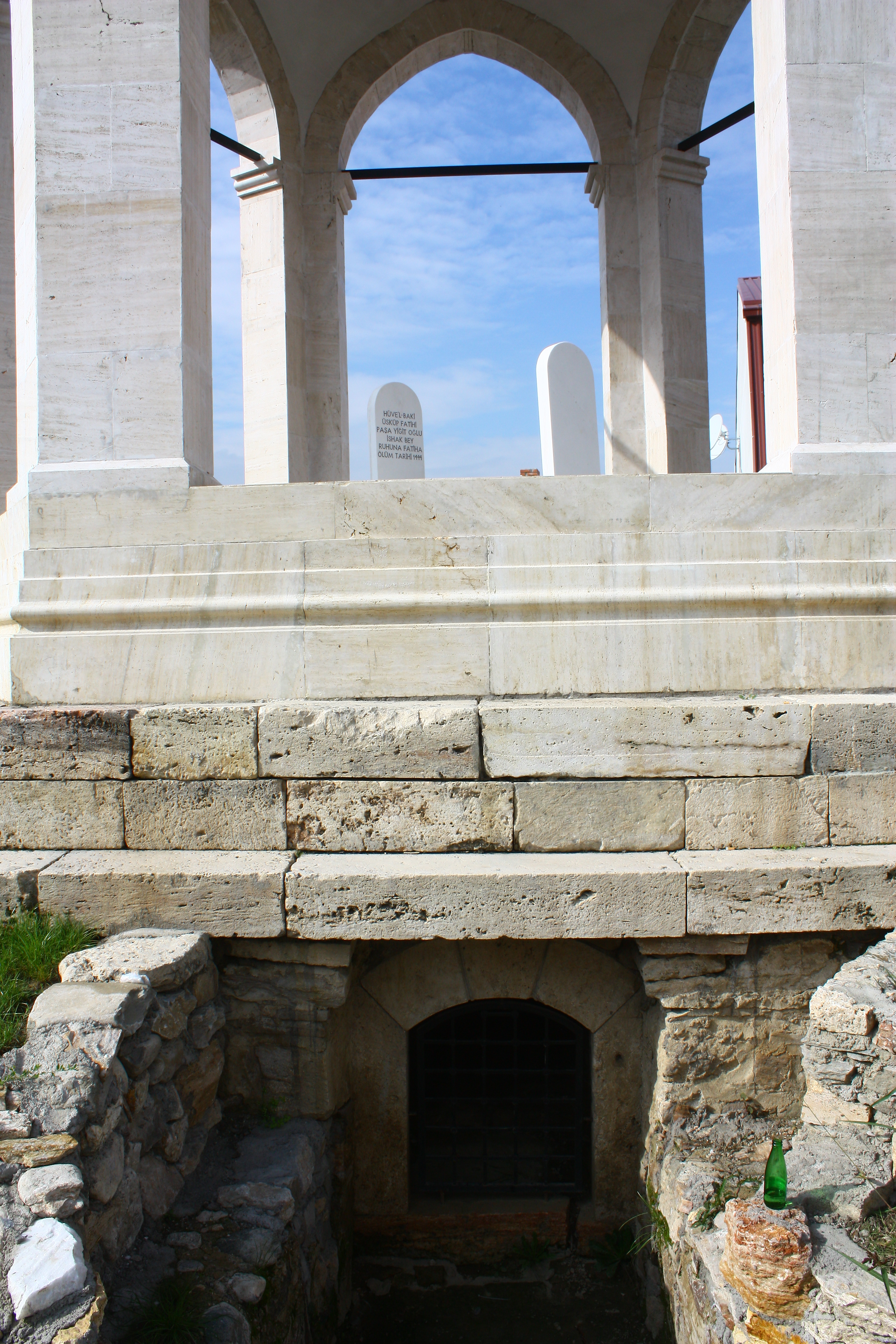
Reste aus der originellen Türbe